# Cratere Bode
Bode è un cratere lunare di 17,8 km situato nella parte nord-occidentale della faccia visibile della Luna.
Il cratere è dedicato all'astronomo tedesco Johann Elert Bode.

## Crateri correlati
Alcuni crateri minori situati in prossimità di Bode sono convenzionalmente identificati, sulle mappe lunari, attraverso una lettera associata al nome.
| Bode | Coordinate           | Diametro (in km) |
| ---- | -------------------- | ---------------- |
| A    | 9°00′00″N 1°10′48″W  | 12,15            |
| B    | 8°44′24″N 3°04′48″W  | 9,76             |
| C    | 12°13′48″N 4°46′12″W | 7,05             |
| D    | 7°16′12″N 3°19′12″W  | 3,39             |
| E    | 12°25′12″N 3°27′00″W | 6,45             |
| G    | 6°20′24″N 3°33′36″W  | 4,21             |
| H    | 12°12′36″N 6°31′48″W | 4,1              |
| K    | 9°18′00″N 2°16′48″W  | 5,6              |
| L    | 5°37′12″N 3°48′36″W  | 4,32             |
| N    | 10°58′12″N 3°52′48″W | 6,29             |